# Ligue spartakiste
La Ligue spartakiste (en allemand : Spartacusbund ou Spartakusbund, littéralement « Ligue Spartacus ») est un mouvement politique d’extrême gauche marxiste révolutionnaire, actif en Allemagne pendant la Première Guerre mondiale et le début de la révolution allemande de 1918-1919.
La Ligue spartakiste tire son nom de Spartacus, meneur de la plus grande rébellion d’esclaves de la République romaine. Ses principaux fondateurs sont Karl Liebknecht et Rosa Luxemburg.
D'abord tendance du SPD, puis de l'USPD, elle s'identifie comme Ligue spartakiste à partir de 1916, pour former en décembre 1918 le Parti communiste d'Allemagne (KPD). Sa période la plus active se situe au cours des années 1918-1919. Lors de la révolution de 1918-1919, ses fondateurs sont arrêtés puis exécutés au cours de la répression à Berlin en janvier 1919.

## Histoire

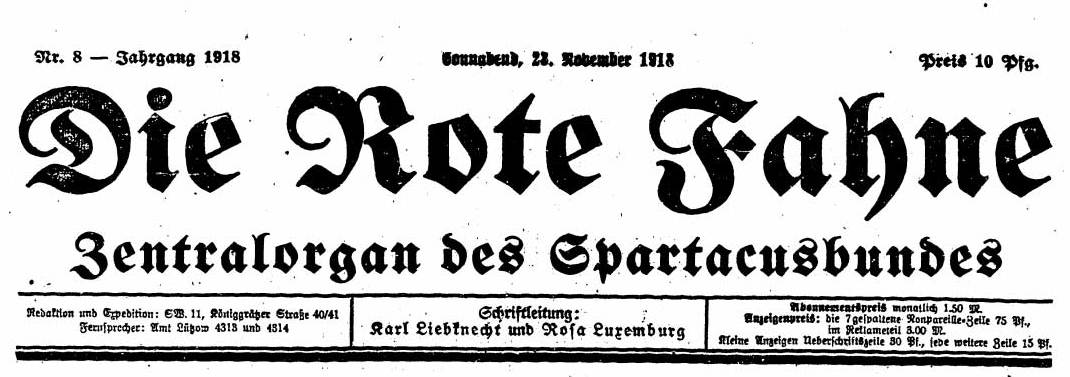
Die Rote Fahne (1918) « Zentralorgan des Spartacusbundes » (organe central de la Ligue spartakiste).

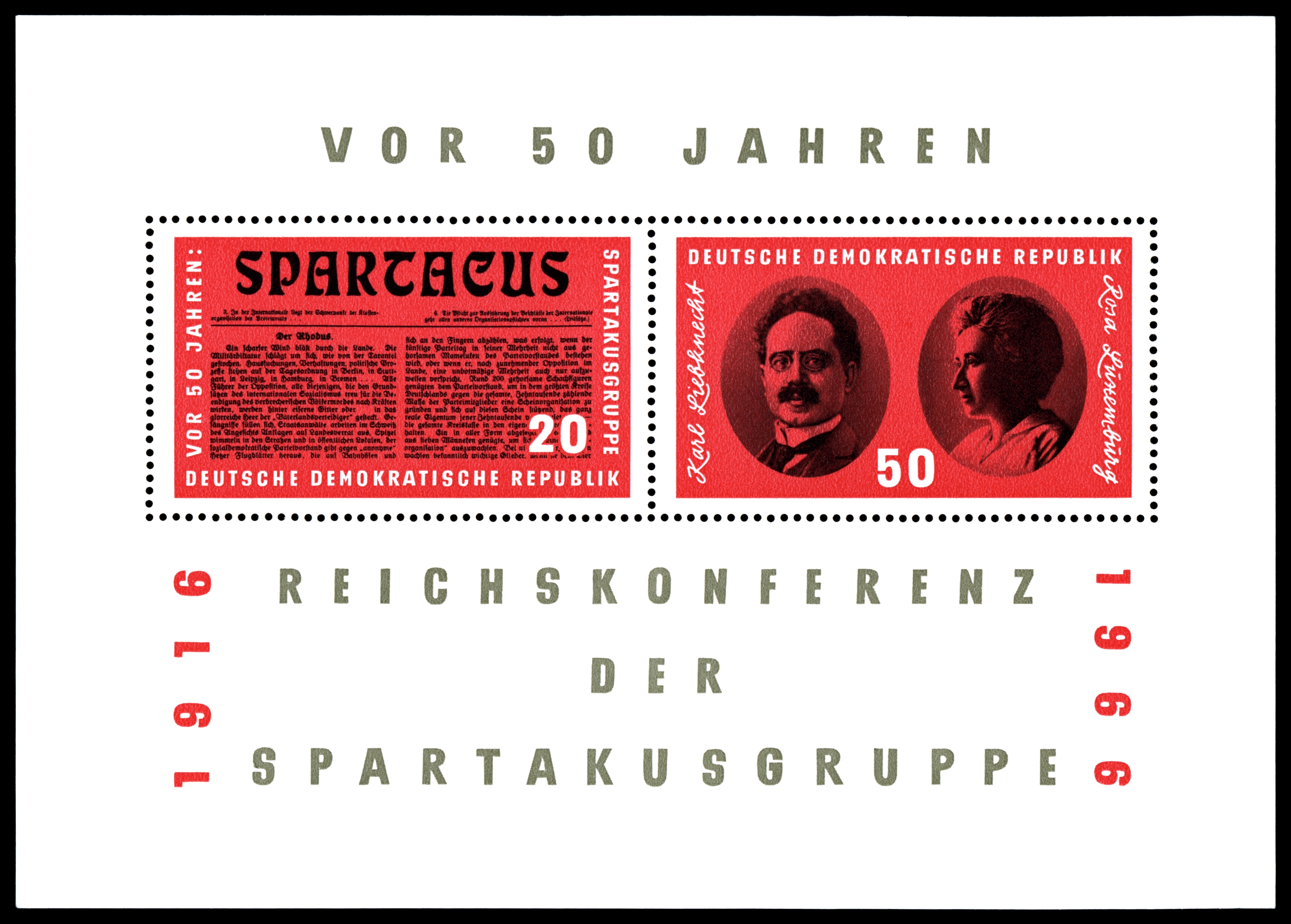
Bloc de timbres de la République démocratique allemande émis en 1966.

Rosa Luxemburg et Karl Liebknecht — fils du cofondateur du SPD Wilhelm Liebknecht — sont tous deux des membres importants de l’aile gauche du SPD. Ils créent au début de la Première Guerre mondiale, une organisation d'opposition, à la suite de la décision du SPD de voter les crédits pour déclarer la guerre à l'Empire russe le 4 août 1914. Au Reichstag, Karl Liebknecht est alors le seul à s'opposer au vote des crédits militaires, brisant l'« union sacrée » du Parlement. Au-delà de leur opposition à l'impérialisme, Luxemburg et Liebknecht soutiennent la nécessité de l’action révolutionnaire, là où la direction du SPD choisit de s’intégrer au processus parlementaire. En avril 1915, le groupe fait paraître une revue, Die Internationale, censurée dès la parution de son premier numéro. Ils font ensuite circuler clandestinement des publications politiques, comme le journal intitulé Spartakusbriefen (« les Lettres de Spartacus »). C'est en 1916 qu'ils prennent le nom de « spartakistes ». À partir de novembre 1918, paraît le quotidien spartakiste Die Rote Fahne.
Les spartakistes militent pour l'arrêt de la guerre, et pour le pouvoir aux conseils ouvriers. Liebknecht et Luxemburg sont incarcérés de 1916 à 1918 pour leur rôle dans une manifestation publique contre la guerre à Berlin. La révolution allemande de novembre 1918 renverse l’empereur allemand Guillaume II. Liebknecht déclare une république socialiste en Allemagne depuis le balcon du château impérial de Berlin en novembre 1918 — mais deux heures plus tôt le même jour, Philipp Scheidemann du SPD a lui aussi proclamé la république depuis le palais du Reichstag.
En décembre 1918, la Ligue spartakiste crée, avec d'autres groupes moins importants, le Parti communiste d'Allemagne (KPD). En janvier 1919, le KPD, associé aux socialistes indépendants, organise des manifestations de rue massives contre le gouvernement de Weimar par le SPD et le chancelier Friedrich Ebert. Le gouvernement accuse l’opposition de planifier une grève générale et une révolution communiste à Berlin. Le soulèvement est rapidement écrasé par le gouvernement, avec l’aide des corps francs qui combattent aux côtés des forces régulières. Rosa Luxemburg et Karl Liebknecht sont assassinés alors qu’ils sont retenus prisonniers. Cet assassinat marque la rupture définitive entre SPD et KPD.

## Membres importants
- Heinrich Brandler
- Hugo Eberlein
- Irmgard Enderle
- Anna Götze
- Leo Jogiches
- Paul Levi
- Karl Liebknecht
- Rosa Luxemburg
- Julian Marchlewski
- Franz Mehring
- Franz Pfemfert
- Wilhelm Pieck
- Hanna Sandtner
- August Thalheimer
- Clara Zetkin (Clara Eißner)